# Огнёв, Андрей Григорьевич
Андрей Григорьевич Огнёв (29 июля 1902 — 8 октября 1943) — младший сержант Рабоче-крестьянской Красной Армии, участник Великой Отечественной войны, Герой Советского Союза (1943).

## Биография
Родился 29 июля 1902 года в семье крестьянина-переселенца. В родном селе работал плотником, строителем. С начала войны ушёл на фронт. 
Свой главный подвиг стрелок 151-го стрелкового полка 8-й стрелковой дивизии младший сержант А. Г. Огнёв совершил при форсировании Днепра в районе села Навозы (Черниговский район (Черниговская область), Черниговская область). 
«Он умело организовал переправу через Днепр,— говорится в наградном листе,— проявив при этом героизм, мужество и находчивость в изготовлении простейших переправочных средств. Несмотря на пройденный подразделением тридцатикилометровый путь и активные действия вражеской авиации, Огнёв, подвергая себя опасности, сумел переправить личный состав и материальную часть батальона, чем обеспечил успешное выполнение боевой задачи командования».
За этот подвиг младшему сержанту А. Г. Огнёву указом Президиума Верховного Совета СССР от 16 октября 1943 года присвоено звание Героя Советского Союза. Он погиб на Киевщине, под селом Толстый Лес 8 октября 1943 года. Похоронен на железнодорожной станции у посёлка Янов. Над могилой установлена мемориальная плита.

## Память
- Именем А. Г. Огнёва названа улица в селе Большенарымское.
- Именем А. Г. Огнёва названа улица в Припяти.